# Mustariha Dżiftlik
Mustariha Dżiftik – wieś w Syrii, w muhafazie Aleppo, w dystrykcie Manbidż. W 2004 roku liczyła 557 mieszkańców.